# Tramway de Douai
L'ancien tramway de Douai, ou tramway du Douaisis, est un ancien réseau de tramways électriques qui a desservi l'agglomération de Douai. Il est mis en service le 29 septembre 1896 et supprimé le 31 décembre 1953.
Un nouveau mode de transport en commun en site propre circule à Douai, Sin-le-Noble, Dechy et Guesnain, Évéole, depuis 2010. Ce matériel à traction autonome, Phileas, est conçu pour circuler grâce à un guidage magnétique au sol, qui n'est pas utilisé, faute d'agrément de ce système.

## Histoire

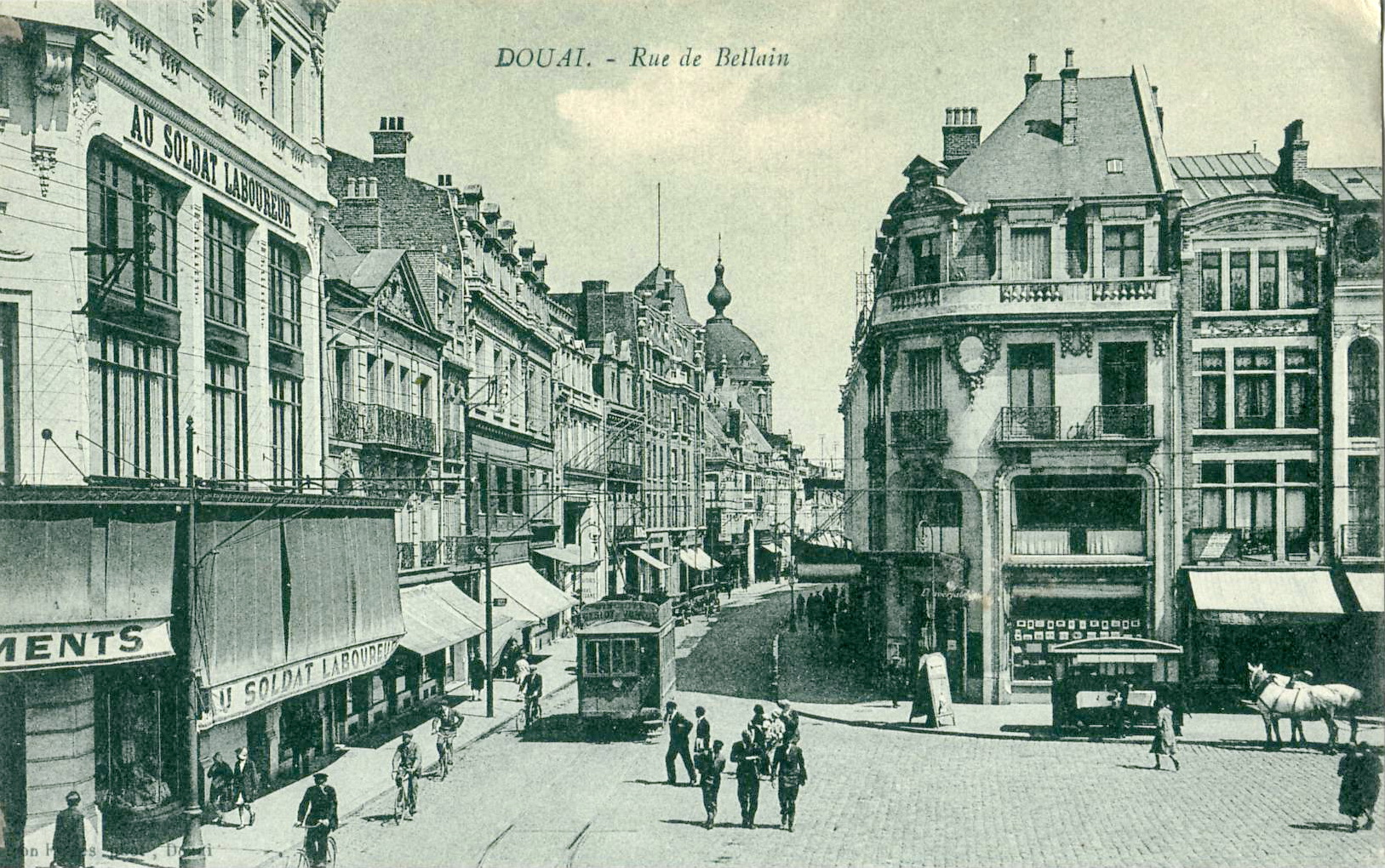
L'ancien tramway rue de Bellain, avant la Première Guerre mondiale...

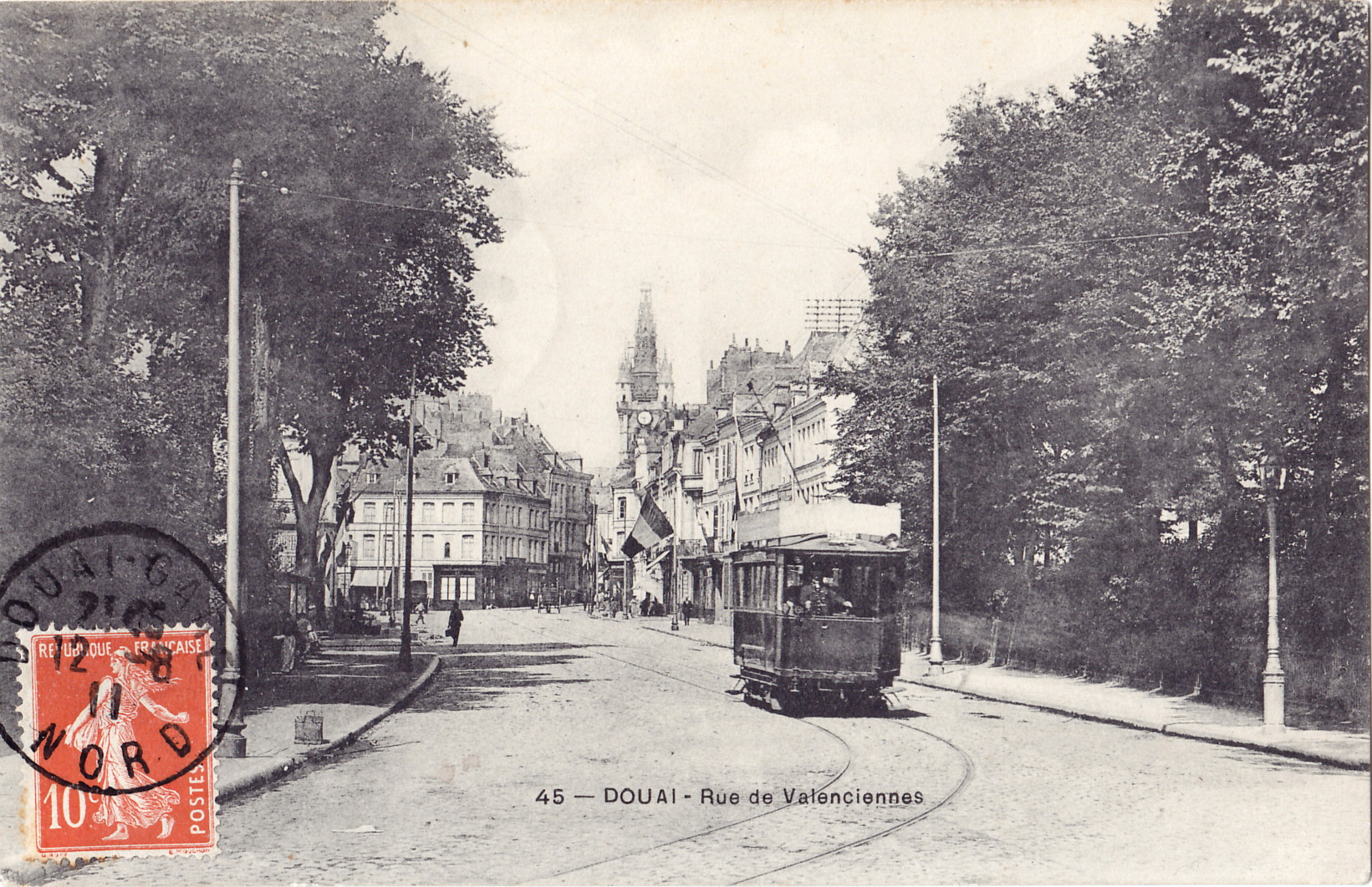
... et rue de Valenciennes, à la même époque.

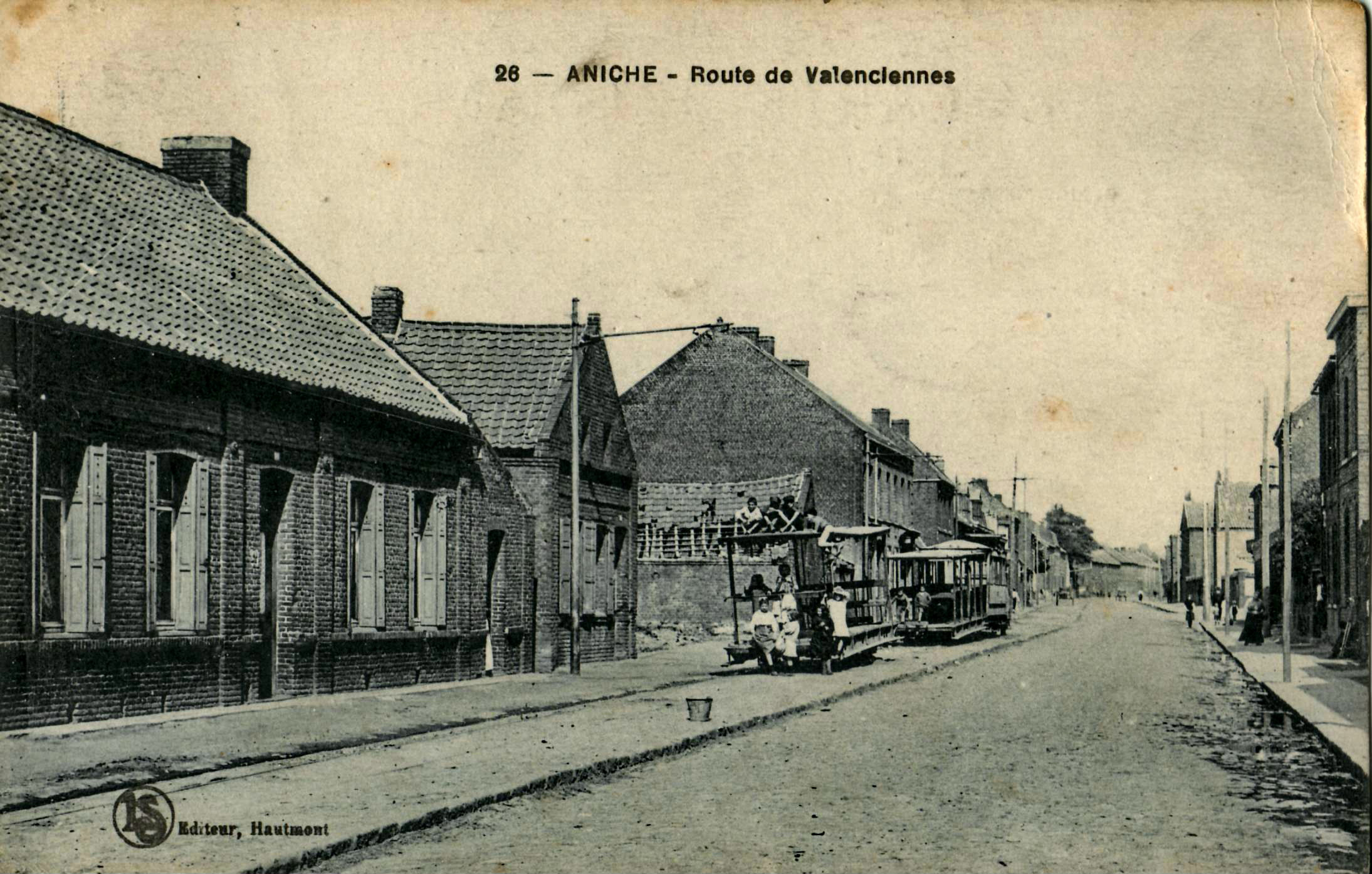
La voie du tramway à Aniche.

La Compagnie des tramways électriques de Douai est formée  chez Maitre Pétrus Bernard notaire à Lyon, le 14 octobre 1897. Son siège se trouve dans cette ville, au 4 de la rue Grôlée. Il sera transféré par la suite à Guesnain.
Elle se substitue à M. Ennemond Faye, titulaire de la concession du réseau de tramway de la ville de Douai jusqu'au 19 octobre 1957. Dans ce cadre, la compagnie ouvre une ligne de tramway à voie normale électrifiée de Douai (quartier Dorignies) à Aniche par Sin-le-Noble. Quelques embranchements urbains se greffaient sur cette ligne dans Douai. Dans son développement maximal, le réseau atteignait 20 km.
L'énergie électrique était fournie par une usine électrique construite en 1900 à Guesnain, le long de la route nationale. Ultérieurement, l'énergie électrique sera fournie par la Compagnie électrique du Nord.
La Première Guerre mondiale entraîna l'arrêt du service, et le Conseil général se fait l'écho en 1919 de la nécessité de remettre le réseau en service.

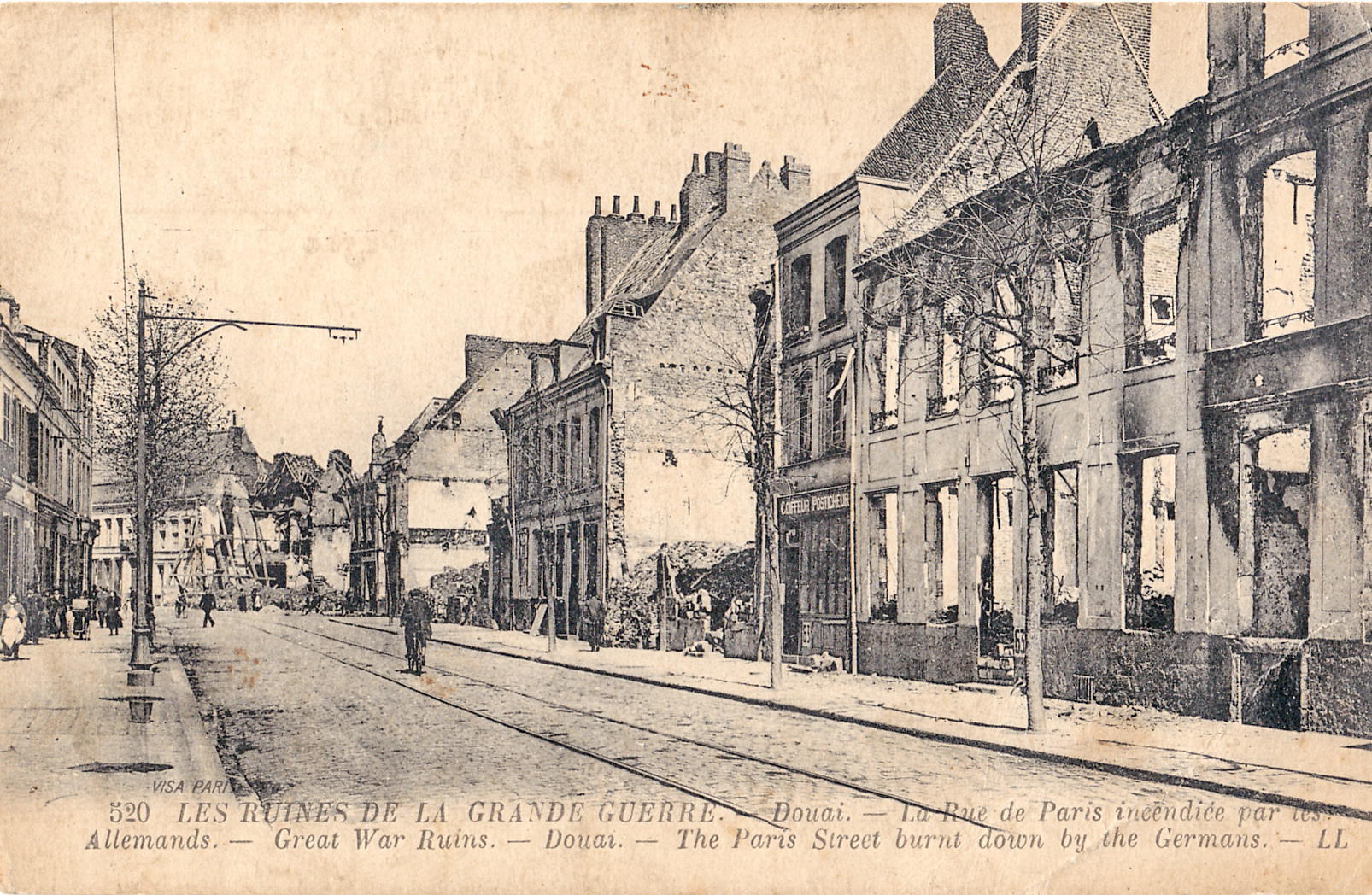
La voie du tramway dans les décombres de la rue de Paris, vers 1918. La caténaire d'alimentation électrique n'existe plus

Ce réseau a été démantelé en 1950, faute d’une fréquentation suffisante. Il était alors appelé « le solitaire ».

## Infrastructure

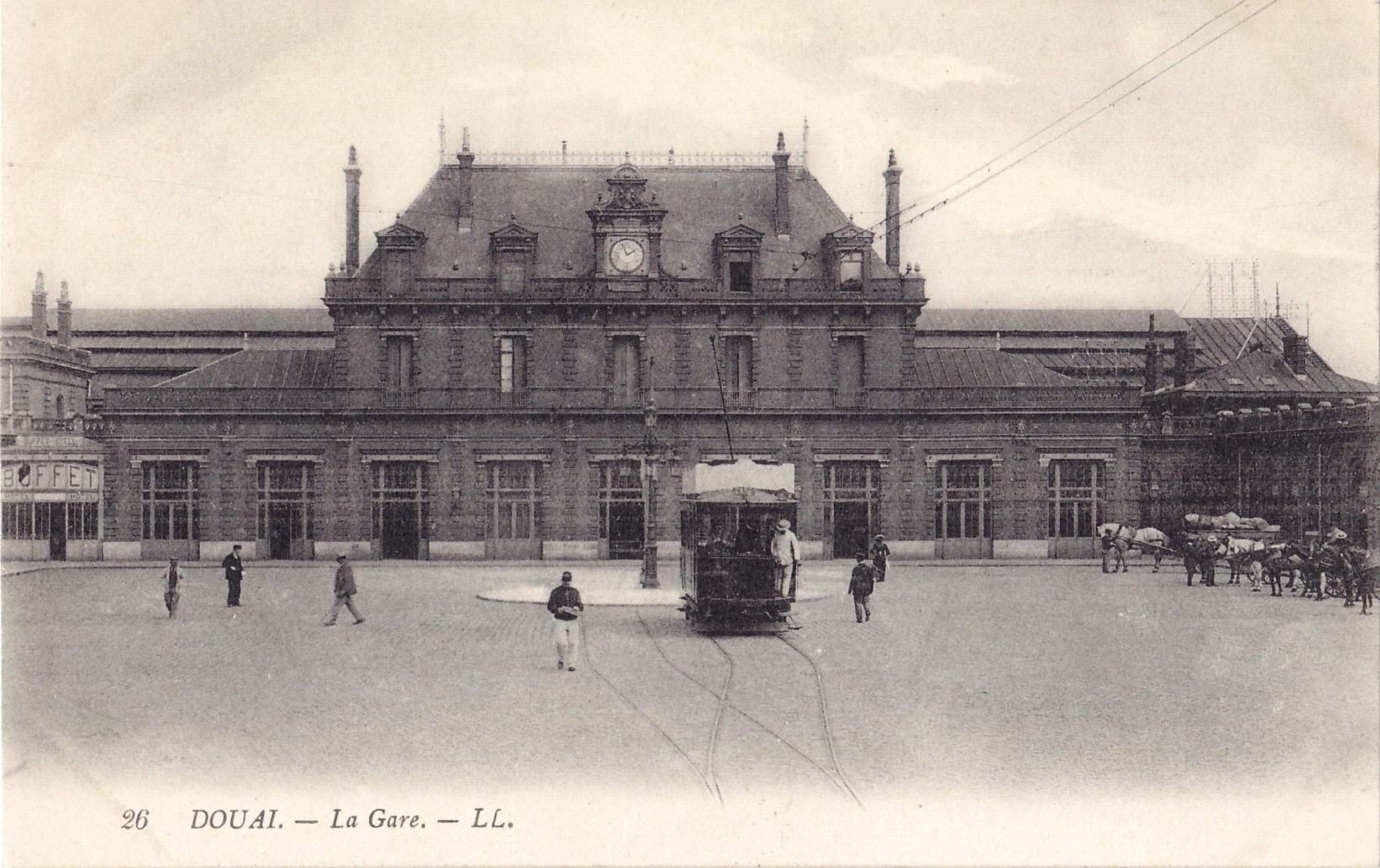
Tramway au terminus, devant la gare de Douai.

Le réseau était établi à voie normale (1,435 m), et atteignait, à son plus fort développement, une longueur de 22 km.
Les voies étaient équipées de rail de type Broca, comme la plupart des tramways établis dans l'emprise des chaussées, d'un poids de 36 kg/m.

## Matériel roulant
- motrices à deux essieux, accès par l'avant, 30 unités
- remorques ouvertes type baladeuses (nombre inconnu)
- remorques fermées (nombre inconnu)

En 1928, la compagnie disposait de 18 motrices et 4 remorques.